# Gestion de l'offre (Canada)
 (mai 2018).
Si vous disposez d'ouvrages ou d'articles de référence ou si vous connaissez des sites web de qualité traitant du thème abordé ici, merci de compléter l'article en donnant les références utiles à sa vérifiabilité et en les liant à la section « Notes et références ».

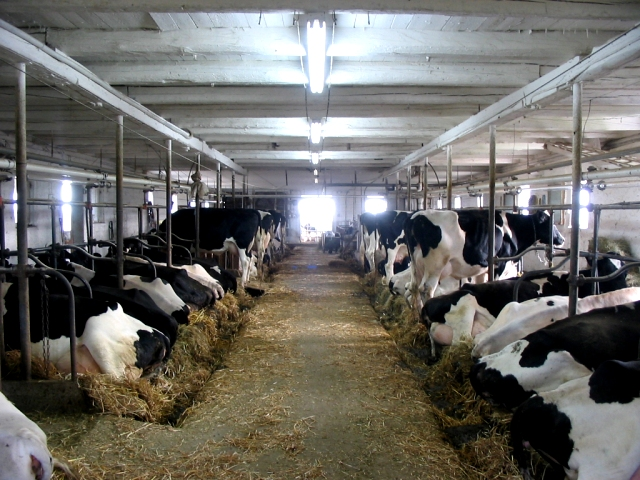
Vaches laitières dans une étable au Québec.

La gestion de l'offre (en anglais supply management) est un cadre national de politique agricole pour coordonner l'offre et la demande de produits laitiers, des œufs, du poulet et de la dinde au Canada. La gestion de l'offre utilise des mécanismes de contrôle de la production et des importations et de tarification autorisés par le gouvernement fédéral et les gouvernements provinciaux et conçus pour prévenir les pénuries et les excédents et d'éviter de subventionner les secteurs directement .
La gestion de l'offre, bien que soutenue par l'ensemble des quatre principaux partis politiques (même s'il existe des critiques à l'intérieur de ces partis), est l'objet de beaucoup de débats parmi les communautés agricoles, les politiciens, les universités et les groupes de réflexion. Les critiques soutiennent que la gestion de l'offre est trop protectionniste et que cette politique crée de la corruption, du manque de choix pour les consommateurs, des produits de qualité inférieure, et l'inefficacité du marché au détriment du consommateur. Un autre argument est que cela constitue une erreur idéologique pour ces partis et ces hommes politiques de soutenir la gestion de l'offre tout en essayant de défendre le libre marché à l'intérieur et à l'extérieur du pays. Les critiques l'appellent un cartel et soulignent que cette action serait considérée comme illégale si la politique n'influençait pas. Le système de contrôles sur les importations en provenance d'autres pays (par exemple, 285 % de droits de douane sur les importations de certains produits de base au-delà des seuils négociés) a été la principale pierre d'achoppement dans les négociations commerciales internationales, telles que le libre-échange avec l'Union européenne, le Partenariat Trans-Pacifique et la réorganisation de l'Accord de Libre-échange de l'Amérique du Nord.
Au total, il y a environ 17 000 exploitations agricoles Canadiennes qui opèrent sous la Gestion de l'Offre, soit environ 8 % de toutes les fermes au Canada. L'industrie laitière est la plus grande des trois industries concernées par la gestion des approvisionnements au Canada, avec environ 13 000 agriculteurs. Il y a environ 2 700 éleveurs, et moins de 1 000 producteurs d'œufs . Pour des raisons de simplicité, cet article se concentrera sur l'industrie laitière, bien que les principes généraux s'appliquent pour les deux autres secteurs.
Selon des Producteurs laitiers du Canada, le modèle agricole canadien favorise les produits locaux, réduit le gaspillage alimentaire et contribue à la séquestration du carbone. Malgré les défis, la production laitière canadienne maintient une empreinte environnementale faible et améliore constamment ses pratiques  .
L'Union Nationale des Fermiers (NFU) exhorte le Parlement à agir pour protéger le système alimentaire et les communautés rurales du Canada  et d'adopter sans amendement du projet de loi C-282 pour renforcer la gestion de l'offre, soutenir les revenus agricoles, promouvoir les économies locales et préserver les emplois ruraux  . En octobre 2023, quatre chefs de partis fédéraux ainsi que 80 % des députés à la Chambre des communes soutiennent le projet de loi C-282, qui interdit à quiconque de toucher à la gestion de l’offre dans toutes négociations commerciales internationales à venir.

## Formation
La gestion de l'offre dans sa forme actuelle remonte à la loi fédérale adoptée en décembre 1971 sous le gouvernement de Pierre Elliot Trudeau (bien qu'il l'ait préconisé depuis 1949 comme assistant de Robert Gordon Robertson), mais certains politiciens s'opposent à la mise en projet de loi en raison des souvenirs de la Seconde Guerre mondiale et comment les agriculteurs ont dû être libérés d'un système similaire. Cependant, ses origines remontent à la création de la Fédération canadienne des producteurs laitiers en 1934. Le groupe est devenu les Producteurs laitiers du Canada en 1942. Son mandat consistait à stabiliser le marché laitier et à augmenter les revenus des producteurs laitiers. Face au lobbying, des programmes gouvernementaux ont été institués dans les années 1940 et 1950 pour augmenter les prix et limiter les importations. L'année 1958 a vu la création de l'Office de stabilisation des produits agricoles, sans toutefois se limiter aux produits laitiers. Dans les années 1950 et 1960, les prix des produits laitiers étaient très instables, les producteurs laitiers avaient trop de pouvoir de négociation par rapport aux producteurs laitiers et le Royaume-Uni s'apprêtait à pénétrer le marché commun européen, entraînant la perte du plus important client exportateur de produits laitiers. Ces défis ont mené à la création de la Commission canadienne du lait, dont le mandat était de s'assurer que les producteurs obtiennent un « juste » retour sur investissement et d'assurer la qualité et l'approvisionnement en lait (sans se préoccuper des prix à la consommation).
En 1970, le Plan national de commercialisation du lait est entré en vigueur pour contrôler l'approvisionnement, le gouvernement fédéral et les gouvernements de l'Ontario et du Québec, les deux plus grandes provinces, se sont engagés. En 1974, toutes les provinces sauf Terre-Neuve avaient signé. Après la production laitière, un système national de gestion de l'offre a été mis en place pour les œufs en 1972, la dinde en 1974, le poulet en 1978 et les œufs d'incubation de poulet en 1986. Parallèlement aux contrôles nationaux sur l'offre et les prix, les droits élevés sur les produits importés ont été mis en place pour protéger les producteurs canadiens de la concurrence et maintenir les importations étrangères à des niveaux très bas.
En 1995, l'accord de l'Organisation mondiale du commerce a forcé le Canada à supprimer plusieurs de ses subventions à l'exportation. Cette décision a mené à une consolidation importante parmi les producteurs laitiers et a incité la Commission canadienne du lait, de concert avec le gouvernement fédéral, à élaborer un nouveau système de prix beaucoup plus serré, qui demeure largement en place.

## Fonctionnement
La gestion de l'offre repose sur trois stratégies : la fixation des prix, le contrôle de l'approvisionnement et la protection contre la concurrence étrangère . Le résultat final est que les consommateurs paient des prix plus élevés. Un deuxième résultat est que, en protégeant les agriculteurs, à partir des variations dans le prix de leurs produits, les agriculteurs, les bénéfices restent stables. Mais c'est avant tout une façon d'éviter le monopole de manière qu'une chute des prix n'affectent pas les plus petites entreprises.
La gestion de l'offre est une compétence partagée entre le gouvernement fédéral et les gouvernements provinciaux. Par exemple, sur l'ensemble du Canada, il y a la Commission canadienne du lait, composée en majorité de producteurs laitiers. En Ontario, il y a les producteurs laitiers de l'Ontario, avec les mêmes conseils locaux dans chacune des autres provinces.

### La fixation des prix
Les producteurs créent les produits (lait, de la volaille ou des œufs), et  les vendent à des transformateurs ou des consommateurs à la ferme des prix. A la ferme, les prix sont fixés par les "négociations" entre les agriculteurs et en aval des transformateurs et ratifiés par l'office de Commercialisation Locale (un pour chaque Province ou Territoire). Bien que ces deux parties de négocier la relative répartition des bénéfices entre eux, c'est au consommateur qui a finalement à payer la totalité de la facture. La porte de la ferme des prix que les transformateurs ou les consommateurs "doivent" payer est le prix minimum légal, mais l'agriculteur pourrait négocier un prix plus élevé avec un ou plusieurs de leurs clients. Facteurs pris en considération lors de la fixation du prix par les coûts de production, le prix actuel du marché pour les marchandises, et d'un "juste retour" sur les efforts du fermier, les risques et les capitaux employés. Il y a un grand débat pour savoir ce qui est "raisonnable" dans les circonstances, pour le SM agriculteurs gagne généralement beaucoup plus que leur non-SM agricultures homologues; jusqu'à 21 % de plus.
Dans le cadre de la gestion de l'offre, les consommateurs, en tant que contribuables, n'ont pas besoin de verser des subventions «explicites» aux producteurs de lait, de volaille et d'œufs; le paiement de subventions souvent substantielles aux agriculteurs est courant dans de nombreux pays développés, bien que les agriculteurs canadiens dans d'autres secteurs, notamment les céréales, le bœuf, le porc, les huiles alimentaires et les légumineuses, reçoivent peu ou pas de subventions. L'OCDE estime que l'équivalente subvention (estimation du soutien aux producteurs) versée à l'ensemble de l'agriculture canadienne représente 18 % de la valeur de l'industrie. La majeure partie de cette somme est destinée aux secteurs soumis à la gestion de l'offre, bien qu'ils ne représentent qu'une petite partie de l'agriculture canadienne, ce qui signifie que les secteurs soumis à la gestion de l'offre ont une subvention effective beaucoup plus élevée. Dans l'Union européenne, les subventions effectives sont de 27 %, avec les États-Unis à 10 %, l'Australie (6 %), la Nouvelle-Zélande (1 %), le Brésil (6 %) et la Chine à 9 %.

### Le contrôle de l'approvisionnement par les quotas
Les producteurs de produits laitiers, de volaille et d'œufs bénéficient de profits garantis et d'une protection contre la concurrence. Pour éviter la surproduction, les agriculteurs se voient attribuer un quota de production. Ce quota est un actif qui peut être vendu, sous réserve des règlements du conseil respectif. Le droit de garder une seule vache laitière, par exemple, vaut 28 000 $, et une ferme laitière moyenne à 2 000 000 $ de quota (environ 70 vaches). En raison de la valeur du quota et du monopole créé par le gouvernement, la plupart des banques prêteront jusqu'à 30 000 $ par vache aux producteurs laitiers canadiens, tandis que les banques américaines (non-SM) ne prêteront que 3 000 $ par vache; permettre à l'éleveur laitier canadien d'augmenter considérablement son levier financier. Cet effet de levier plus élevé entraîne le potentiel d'augmentation des marges bénéficiaires, ainsi qu'un risque élevé en période d'instabilité. Le quota laitier a une valeur comptable de 3,6 à 4,7 milliards de dollars, mais sa valeur marchande actuelle est de 23 milliards de dollars.
Pour les agriculteurs souhaitant entrer sur le marché, le prix du quota peut atteindre 75 % des coûts de démarrage. Cela peut laisser les agriculteurs entrer dans l'industrie avec un lourd fardeau de la dette, ou les exclure effectivement de jamais commencer. Les critiques disent que la seule manière pour la prochaine génération de fermiers de percer dans l'agriculture sous gestion de l'offre est de l'hériter, ou de l'épouser. Le retour sur investissement (ROI) d'un petit élevage de poulets à griller basé sur des quotas serait d'environ 3 %, mais sans avoir à payer pour un quota, le retour sur investissement serait d'environ 18 %.
Le contrôle de l'offre permet aux offices de commercialisation d'exercer des pouvoirs étendus sur l'alimentation, le traitement et les conditions des animaux dans les fermes, car le conseil contrôle directement le quota alloué et peut directement sanctionner les fermes qui enfreignent la politique du conseil.

### La protection de la concurrence
Les prix que les transformateurs et les consommateurs sont obligés de payer aux agriculteurs canadiens sont considérablement plus élevés que le prix sur le marché international. Pour permettre le contrôle des prix, la gestion de l'offre doit bloquer les achats auprès des agriculteurs internationaux. Cela a été accompli à l'origine par une interdiction totale des importations, mais les règles du commerce international l'ont interdit. Au lieu de cela, il y a un quota d'importation, environ 8 % du marché du fromage ou 1 % du marché du yogourt - l'équivalent d'environ une cuillère à café de yogourt par Canadien et par an. Outre les contingents d'importation, les producteurs étrangers font face à des droits sur leurs produits, qui vont de 168 % pour les œufs, jusqu'à 285 % pour le poulet, 246 % pour le fromage et plus de 300 % pour le beurre. Ces droits élevés entravent les importations sur le marché alimentaire général. En 2015, les trois principaux produits laitiers importés au pays étaient des fromages de spécialité, des substances protéiques de lait et des produits à base de lactosérum. Les principaux fournisseurs au Canada étaient les États-Unis, la Nouvelle-Zélande, la France et l'Italie.
Il a été souligné que la Gestion de l'offre intervient également dans le commerce entre les provinces en raison de restrictions strictes sur les expéditions inter-provinciales. On a fait remarquer que si cela était supprimé, cela pourrait faciliter l'achat de lait moins cher dans toutes les provinces.
Les transformateurs de produits laitiers, de volaille et d'œufs bénéficient d'une offre prévisible du système, tout en devant payer des prix plus élevés pour leurs intrants, qui peuvent généralement être répercutés sur le consommateur. Cependant, cela signifie qu'ils sont désavantagés sur le marché international, car leurs intrants sont relativement chers. Les exportations totales de produits laitiers au Canada ne représentent que 5 % de la production. 95 % des produits laitiers sont exportés. En Nouvelle-Zélande, on a mis fin à ses infrastructures laitières en 2001, en passant par un système de marché libre non subventionné, qui exporte environ 95 % de ses produits laitiers. L'industrie laitière néo-zélandaise a augmenté 17 fois plus vite que celle du Canada.
Dans sa présentation de mars 2023 devant le Comité permanent du commerce international, l'ancien président de l'Union Nationale des Fermiers (NFU), Jan Slomp, a soutenu le projet de loi C-282 pour protéger le système de gestion de l'offre du Canada. Il a souligné son importance pour maintenir la stabilité des prix et de l'approvisionnement alimentaire, mettant en avant la résilience démontrée lors des inondations de 2021 en Colombie-Britannique  . Slomp a mis en garde contre les dangers des accords commerciaux comme l’AECG, le CPTPP et l’ACEUM, qui pourraient compromettre davantage ce système et menacer l'avenir des jeunes agriculteurs et des secteurs agricoles. L'adoption sans amendement du projet de loi C-282 est considérée comme cruciale pour renforcer la gestion de l'offre, soutenir les revenus agricoles, promouvoir les économies locales et préserver les emplois ruraux. La NFU exhorte le Parlement à agir pour protéger le système alimentaire et les communautés rurales du Canada  .

## Impact de la gestion de l'offre

### La politique
L'approvisionnement de gestion est considéré comme l'un des plus puissants lobbies au Canada par les partisans et les critiques.
En 2007, David Emerson, alors Ministre du Commerce international, exprimait son soutien dans la fin de SM, mais a été rapidement réduit au silence par le PMO  .
Selon Martha Hall Findlay — qui a beaucoup écrit et parlé contre la gestion de l'offre depuis qu'elle a perdu son siège en 2011 — les partisans passent environ 120 millions de dollars par an sur les publics des campagnes de publicité et de lobbying politique.  Sylvain Charlebois estime que le prix au détail n'a rien à voir avec la gestion de l'offre.
En 2014, ancien premier ministre du Canada, Brian Mulroney a plaidé en faveur de la fin du régime protectionniste du Canada régissant la production laitière, des œufs et du poulet  . Mulroney a soutenu que le démantèlement de ces réglementations pourrait débloquer d'importantes opportunités d'exportation, notamment en Asie. Sa position, défiant publiquement le système de gestion de l'offre enraciné, que aucun homme politique en exercice n'a osé faire .
Les partisans demandent à la Cour suprême du Canada de statuer contre un différend avec Gérard Comeau et la province du Nouveau-Brunswick au sujet de l'article 121 de la constitution. On a rapporté qu'Yoplait, Danone, Asana utilisaient SM comme moyen d'empêcher Chobani d'établir une usine de fabrication au Canada.

### Les produits laitiers, la volaille et des œufs fermiers
L'impact le plus évident de la gestion de l'offre, c'est que sur les agriculteurs eux-mêmes. La gestion de l'offre est en vigueur lors de la garde de revenus stables et de garantir le bénéfice pour les agriculteurs.
Les partisans de la gestion de l'offre, comprenant des acteurs de l'industrie agroalimentaire, des entreprises, des institutions financières, des groupes de consommateurs, des syndicats et des représentants gouvernementaux, ainsi que des individus partageant la conviction que cette approche renforce l'agriculture et le secteur alimentaire au Québec et au Canada, ont établi la Coalition GO5 en 2003. . Cette coalition a été formée dans le but de soutenir le gouvernement canadien lors des négociations à l'Organisation mondiale du commerce en faveur de la gestion de l'offre dans le secteur agricole  .
En 2017, la coalition a changé de nom pour devenir Le Mouvement pour la gestion de l'offre. Son objectif principal est de préserver la viabilité des petites exploitations familiales plutôt que de les voir étouffées par de grandes fermes industrielles. .
Cependant, à partir de 1971 à 2011, le nombre de fermes laitières au Canada a chuté de 91 pour cent, tandis que dans la même période de temps, les États-Unis, qui utilise la subvention à la place de la gestion de l'offre, le nombre d'exploitations laitières a chuté de 88 %. de Même, le nombre de poulets de fermes a diminué de 88 % au cours des 45 dernières années.
Les supporters ont fait valoir que le SM protège les agriculteurs, mais les critiques disent que le leur est d'autres façons pour le gouvernement de l'impact des agriculteurs sans enlever le SM comme les hausses d'impôt ou de la modification du guide alimentaire Canadien (comme le déplacement du Journal de régime à un régime alimentaire à base de Plantes). 
Les partisans de SM disent qu'il protège les consommateurs du lait américain qui contient des hormones de croissance qui permettent aux États-Unis d'être plus productifs que le Canada. Cependant, les critiques ont souligné l'état de Washington (dont les propres vaches sont sans STB) qui produit 10 800 kg de lait par an par vache par rapport au Wisconsin (en utilisant des hormones) à 10 000 kg par vache. Le Canada produit 8 500 kg de lait par année
Les critiques d'autres secteurs expriment leurs inquiétudes sur le fait que le SM limite les opportunités économiques et pourrait créer de nouvelles barrières économiques et a fait remarquer que les SM rendent les paysans plus pauvres en raison des règles commerciales mondiales qui limitent les possibilités pour les agriculteurs de vendre des produits laitiers. Ils ont également souligné que le Canada ne saisit pas l'occasion de prévenir les pénuries alimentaires lorsqu'il approvisionne la population croissante. Les détracteurs de SM disent que cela prouve que le monopole du SM au Canada force le Canada et les Canadiens à renoncer à des milliards de dollars en PIB, en exportations, en prospérité, en emplois et en recettes fiscales.
Les critiques ont souligné que le SM des agriculteurs les plus pauvres en raison de SM violer les règles du commerce mondial qui limite les possibilités pour les agriculteurs de vendre des produits laitiers .

### Fabrication
Les critiques affirment que le SM peut être utilisé pour dissuader les travaux de fabrication à l'extérieur du Canada. En 2013, Chobani, une yaourtière à partir de États-Unis, a renoncé à la construire, une somme de 76 millions d'usine à Kingston, en Ontario, qui aurait la création de 1 300 emplois directs et indirects fondé sur les quotas de limitation.Heritage Frozen Foods Ltd, affirme qu'il lui est difficile de trouver du fromage pour le remplissage lorsqu'il produit 3 millions de perogies par jour. Les critiques ont souligné que les coûts élevés associés à la SM ont fait perdre à l'industrie canadienne de la transformation alimentaire des parts de marché aux concurrents américains et plusieurs grandes entreprises comme Campbell Soup Co., Kraft Heinz Co. et Kellogg Co. ont fermé leurs usines au cours des dernières années.

### Consommateurs
Les consommateurs canadiens paient un et demi à trois fois plus pour les produits laitiers, la volaille et les œufs qu'ils ne le feraient sans le système de gestion des approvisionnements. Cela ajoute jusqu'à environ C$300 par famille et par an, ce qui a été critiqué comme une régressive de l'impôt sur les pauvres, pour qui la nourriture est une grande partie de leur budget et qui, au final, ne font que subventionner les profits de l'agriculteur. En effet, la moyenne des consommateurs Canadiens gagne moins que la moyenne des producteurs laitiers. Une étude a révélé que le SM coûte aux ménages les plus pauvres près de cinq fois plus (2,4 % du revenu) qu'aux familles aisées (0,5 % du revenu), alors qu'une autre étude indique que 133 032 à 189 278 Canadiens sont poussés dans la pauvreté. Cela équivaut environ 2,6 milliards de dollars par année aux consommateurs canadiens.
Par la gestion de l'approvisionnement, les prix à la consommation ne varient pas en fonction des fluctuations des marchés internationaux. Si l'on peut s'attendre à ce que fixe la fourniture de lait que de l'efficacité de la technologie et de l'échelle pourrait faire baisser les prix, l'inverse s'est produit; le prix du lait au Canada n'a cessé d'augmenter plus vite que l'inflation au cours des trente dernières années. Dans la même période, aux États-Unis le prix du lait a diminué par rapport à l'inflation. Au cours de la même période, aux États-Unis, le prix du lait a plutôt diminué par rapport à l'inflation. Selon une autre étude, les coûts des intrants laitiers pour les fabricants canadiens, qui produisent tout de la pizza surgelée à la lasagne, 5 et 30 pour cent de plus que ce que paient les entreprises américaines.
Les critiques ont souligné que le SM a attribué des pénuries de beurre au Canada.

### Environnement
Les producteurs laitiers canadiens partagent la préoccupation croissante des consommateurs pour l'empreinte environnementale des produits, selon le President des Producteurs laitiers du Canada, Pierre Lampron  . La gestion de l'offre vise à répondre aux besoins nationaux, contrairement aux États-Unis qui exportent massivement. Les normes de qualité et de bien-être animal sont strictement appliquées, et la majorité des Canadiens soutiennent l'industrie laitière locale. La demande pour les produits laitiers au Canada est en hausse, contredisant les affirmations de Charlebois. Les producteurs laitiers canadiens communiquent ouvertement avec les consommateurs, en particulier les jeunes générations, et s'engagent depuis longtemps dans la production durable  .
Selon la plus récente analyse du cycle de vie environnementale de la production laitière au Canada, le pays se classe parmi les meilleurs du monde.
De 2011 à 2016, la production d’un verre de lait a nettement diminué son impact environnemental en réduisant son empreinte carbone de 7 %, sa consommation d’eau de 6 % et son utilisation des terres de 11 %  .

### Commerciaux
En septembre 2013, lors des négociations de libre-échange entre le Canada et l'Union européenne, ainsi que dans le contexte du pacte de l'ASEAN regroupant 10 pays et du Partenariat transpacifique regroupant 12 pays, le chroniqueur du National Post, Jesse Kline, a mis l'accent sur la gestion de l'offre comme exemple de l'intervention gouvernementale erronée . Kline citait Hall Findlay  et les articles publies par le Macdonald-Laurier Institute — "Milking the System"  et Friedrich Hayek .
La gestion de l'offre a été un enjeu majeur à l'égard de la position du Canada dans les accords commerciaux internationaux, comme les pays avec lesquels le Canada tente de négocier des accords de libre-échange de l'objet des efforts du Canada pour avoir accès à leurs marchés tout en leur refusant l'accès à celles du Canada  ,.
La gestion de l'offre a été un problème majeur au Canada dans les négociations afin de conclure le libre-échange avec l'Union Européenne, de libre-échange avec l'Inde, le cycle de Doha et le Partenariat Trans-Pacifique. Dans le cas du Partenariat Trans-Pacifique, au Canada, le premier refus de négocier sur le SM et l'ouverture des marchés protégés par la gestion de l'offre ont conduit à l'Australie et la Nouvelle-Zélande, le déplacement d'exclure le Canada de la participation dans les PPT négociations commerciales. Une fois que le Canada a accepté de négocier sur le SM système, le Canada a été invité à participer pleinement aux négociations du TPP, mais le SM agriculteurs et de leurs lobbyistes immédiatement en action pour limiter ou arrêter les menaces pour leurs lucratifs monopoles. Selon Sylvan Charlebois, l'Accord de partenariat transpacifique mettant en lumière les préoccupations concernant les secteurs agricoles protégés et le système de gestion de l'offre du Canada  . L'accord commercial, qui remplacait le Partenariat transpacifique original, était vu comme une opportunité économique pour le Canada, mais il était également perçu comme une menace pour les industries laitière, avicole et des œufs en raison des concessions faites dans le cadre de la gestion de l'offre  .
Les critiques soulignent également que le SM a empêché le Canada d'avoir de libre-échange à l'intérieur de ses propres frontières depuis le quota d'imposer des limites strictes sur les inter-provinciales des expéditions  .
La gestion de l'offre a été soumise à des échanges de plaintes d'autres pays. En 2017, les États-Unis ont déposé une plainte de l'industrie à l'organisation mondiale du commerce sur le SM. Cette plainte a été soutenue par la Nouvelle-Zélande et l'Australie .
Pendant l'été précédant la conclusion de l'Accord Canada–États-Unis–Mexique en 2018, l'ancien président Donald Trump a ciblé le système de gestion de l'offre dans le but de promouvoir l'industrie laitière américaine dans des États tels que le Wisconsin, le Michigan et la Pennsylvanie. Martha Hall Findlay, qui est restée une critique virulente de ce système, a affirmé que celui-ci était coûteux pour les consommateurs canadiens, profitait à un petit pourcentage d'agriculteurs, et perturbait le commerce libre. Elle contredisait les arguments des producteurs laitiers en faveur de la gestion de l'offre, notamment en ce qui concerne les prix, la compétitivité et la protection des exploitations familiales    . Hall Findlay déclarent en 2018 que d'autres pays utilisent des subsides pour soutenir leurs producteurs laitiers sur le marché mondial. Elle a souligné que l'Australie, la Nouvelle-Zélande - et oui, les États-Unis - ont éliminé ou considérablement réduit les subventions laitières et profité des opportunités mondiales croissantes pour leurs produits laitiers, qui ont limité les producteurs laitiers canadiens à un petit marché  . Les partisans de SM disent qu'il protège les clients de lait aux États-Unis qui ont les hormones de croissance. Cependant, Hall Findlay a souligné que le SM n'a rien à cause de la sécurité des aliments et le Canada pourrait la demande de lait (s'il le voulait) pour être les hormones libres comme l'Europe le fait avec du bœuf Canadien  .
Dans le contexte des négociations de l'ALENA, Jean Charest a suggéré de supprimer la gestion de l'offre en échange de la suppression par les États-Unis de leurs subventions agricoles  .

## Citation
1. 1 2  Heminthavong 2015.
2. ↑  Gutstein 2014.
3. 1 2  Hall Findlay 2012.
4. 1 2 3 4  Lampron 2020.
5. 1 2 3 4 5  Slomp 2023.
6. ↑  Gerba 2023.
7. 1 2 3  McKenna 2014.
8. ↑  Hall Findlay 2014.
9. ↑  Hall Findlay 2017.
10. 1 2 3 4  Hall Findlay 2018.
11. 1 2 3  Charlebois 2018.
12. 1 2 3  GO5 Coalition 2013.
13. ↑  (en-US) « Supply management is expensive, irrational — and doomed - iPolitics », iPolitics,‎ 5 décembre 2015 (lire en ligne, consulté le 14 novembre 2017).
14. 1 2 3  Kline 2013.
15. ↑  Sarlo et Martin 2012.
16. ↑  The Canadian Press, « Canada Supply Management: Free Trade Talks Could End Food Pricing System », The Huffington Post Canada,‎ 20 novembre 2011 (lire en ligne, consulté le 22 octobre 2013).
17. ↑  OECD 2019.
18. ↑  Manley 2015.
19. ↑  Nickel et Weir 2017.
20. ↑  Tasker et von Scheel 2018.
21. ↑  Power and Politics 2018.